# Ayenia virgata
Ayenia virgata är en malvaväxtart som beskrevs av Ignatz Urban och Ekman. Ayenia virgata ingår i släktet Ayenia och familjen malvaväxter. Inga underarter finns listade i Catalogue of Life.